# Hakkas
Hakkas è un'area urbana della Svezia situata nel comune di Gällivare, contea di Norrbotten.
La popolazione rilevata nel censimento 2010 era di 365 abitanti .